# 福岡県道599号日ノ丸久保線
福岡県道599号日ノ丸久保線（ふくおかけんどう599ごう ひのまるくぼせん）は、福岡県糟屋郡新宮町を通る一般県道である。

## 概要
相島を一周する県道。

### 路線データ
- 起点：福岡県糟屋郡新宮町大字相島
- 終点：福岡県糟屋郡新宮町大字相島

## 地理

### 通過する自治体
- 糟屋郡新宮町

### 沿線
- 相島渡船待合所
- 新宮町立相島小学校
- 新宮町立新宮中学校 相島分校